# RS-569
Pour les articles homonymes, voir Route 569.
La RS-569 est une locale située dans le Nord-Ouest de l'État du Rio Grande do Sul.
Elle débute à l'embranchement avec la BR-468, à Palmeira das Missões, passe par Novo Barreiro et s'achève à Barra Funda, à la jonction avec la BR-386. Elle est longue de 38 km.